# Парк «Юність» (Солом'янський район)
Парк «Юність» (Першотравневий) — міський парк відпочинку, розташований у Солом'янському районі міста Києва, між вулицями Уманською, Генерала Воробйова, Єреванською та Пилипа Козицького.

## Про парк
Площа — 4,27 га.
Парк виник у 1960-х роках при забудові Першотравневого масиву.
У парку переважають листяні породи дерев (липа, клен, каштан). У парку є невелика кількість кущів.
На початку 2010-х років здійснено реконструкцію парку — оновлено покриття доріжок, висаджено нові дерева та кущі. Влаштовано спортивний майданчик для дітей та юнацтва.

## Галерея

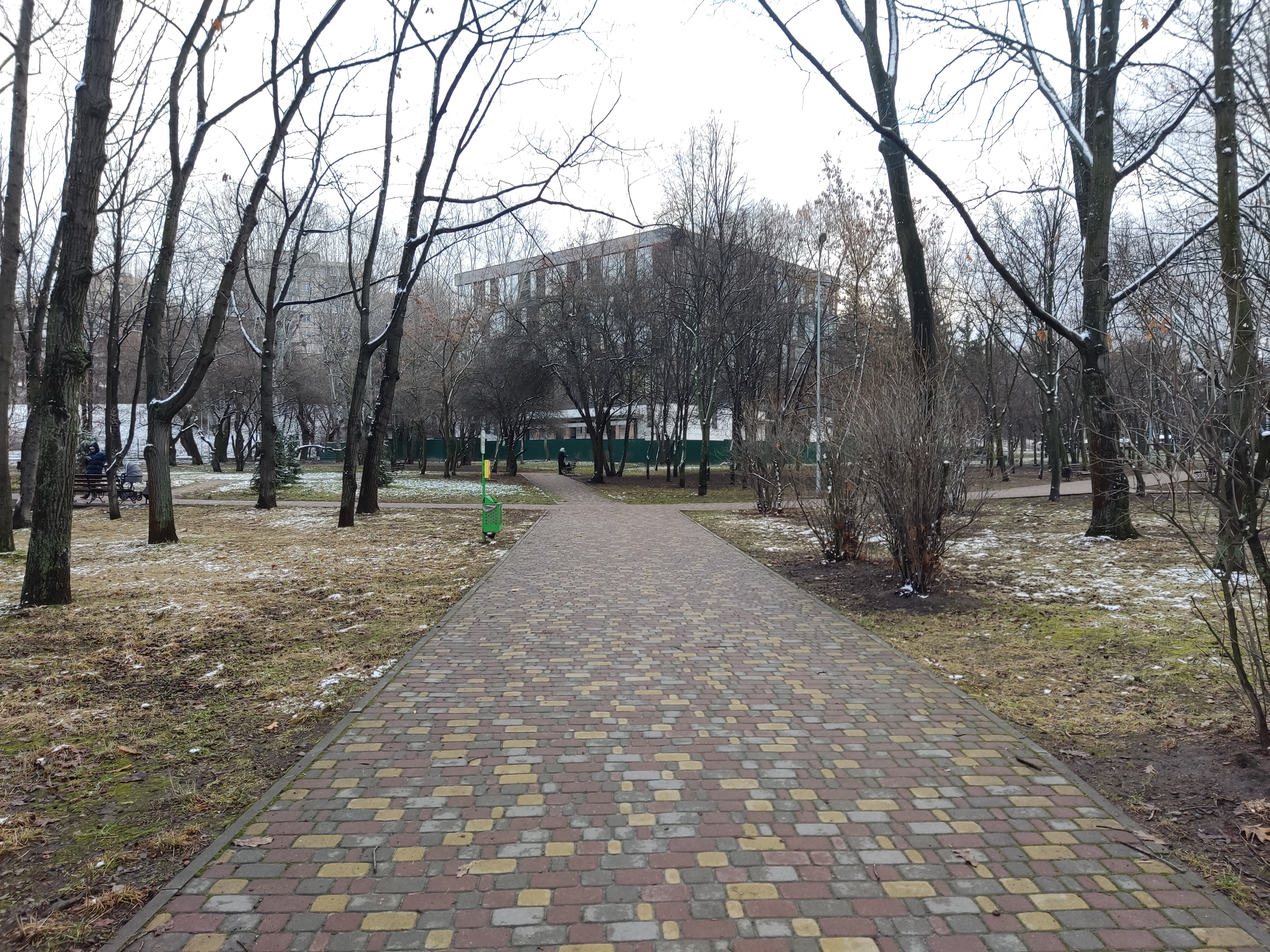
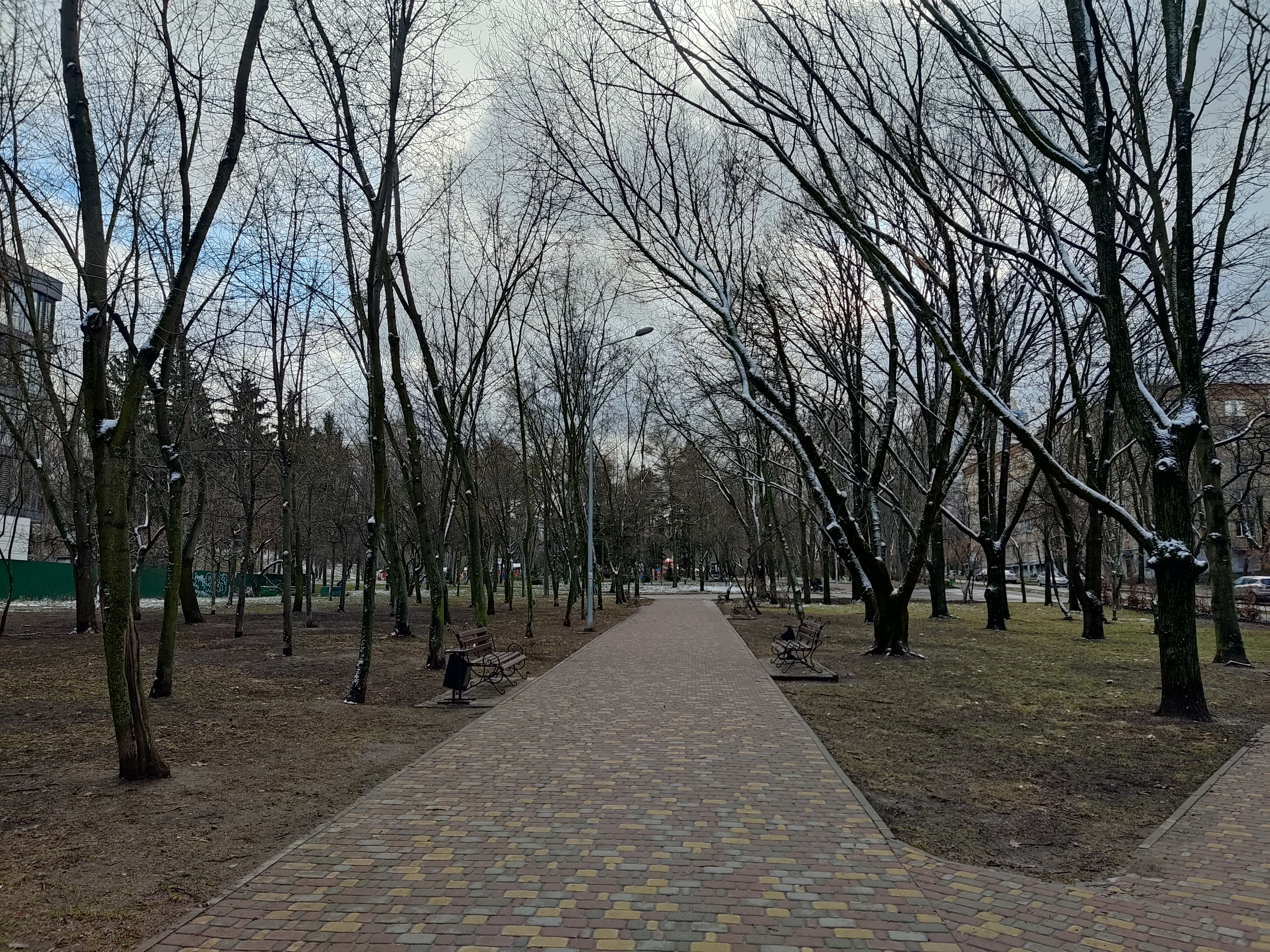
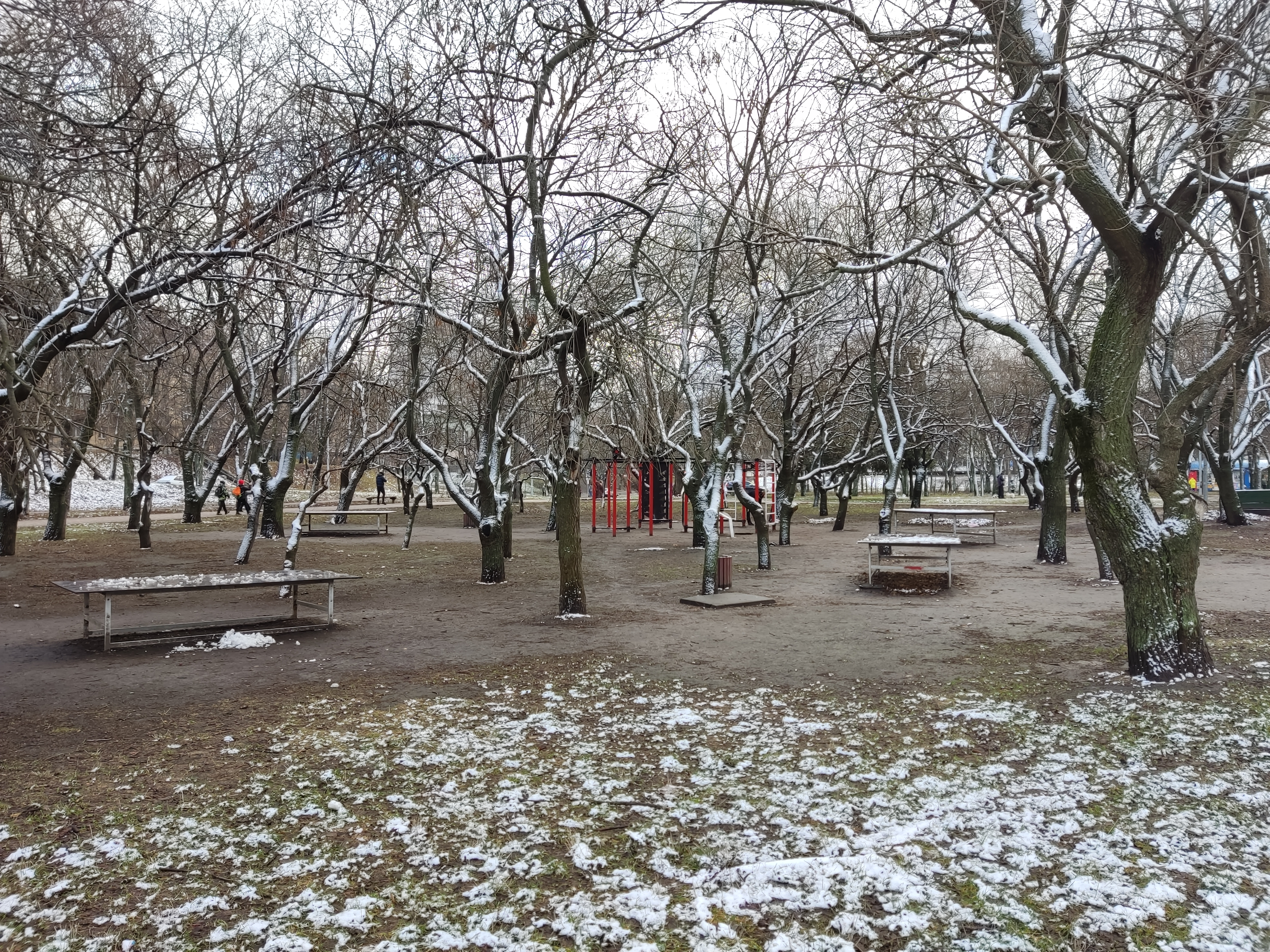
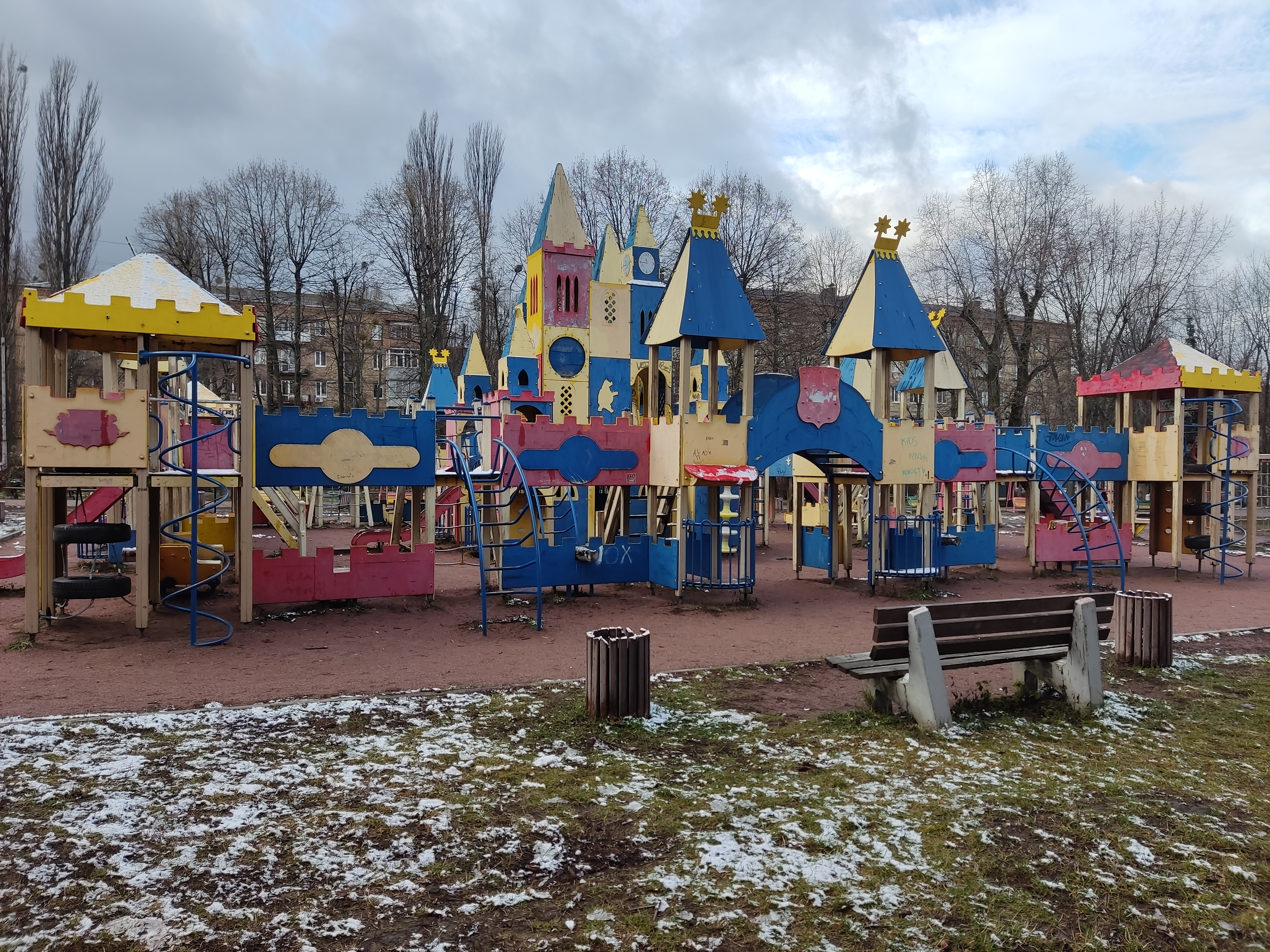